# Distrikt Mariano Dámaso Beraún
Der Distrikt Mariano Dámaso Beraún liegt in der Provinz Leoncio Prado in der Region Huánuco in Zentral-Peru. Der Distrikt wurde am 27. Mai 1952 gegründet. Benannt wurde der Distrikt nach Mariano Dámaso Beraún, einen aus Huánuco stammenden Naturwissenschaftler.
Der Distrikt erstreckt sich über eine Fläche von 747 km². Beim Zensus 2017 wurden 10.819 Einwohner gezählt. Im Jahr 1993 lag die Einwohnerzahl bei 9591, im Jahr 2007 bei 9332. Sitz der Distriktverwaltung ist die 719 m hoch gelegene Ortschaft Las Palmas mit 523 Einwohnern (Stand 2017). Las Palmas befindet sich etwa 16 km südlich der Provinzhauptstadt Tingo María. Die Nationalstraße 18A, die die Städte von Huánuco und Tingo María miteinander verbindet, führt entlang dem Flusslauf des Río Huallaga durch den Distrikt. Im Westteil des Distrikts befindet sich der Nationalpark Tingo María.

## Geographische Lage
Der Distrikt Mariano Dámaso Beraún befindet sich im Süden der Provinz Leoncio Prado. Der Río Huallaga durchquert den Distrikt mittig in nördlicher Richtung. Im Osten reicht der Distrikt bis zum Río Tulumayo, ein rechter Nebenfluss des Río Huallaga. Im Nordwesten wird der Distrikt vom Río Patay Rondos und dem Unterlauf des Río Monzón begrenzt. Im Westen fließt der Río Jarahuasi entlang der südlichen Distriktgrenze nach Westen und mündet in den Río Huallaga.
Der Distrikt Mariano Dámaso Beraún grenzt im Süden an die Distrikte Chaglla (Provinz Pachitea) und Chinchao (Provinz Huánuco), im Südwesten an den Distrikt Marías (Provinz Dos de Mayo), im Nordwesten an den Distrikt Monzón, im zentralen Norden an den Distrikt Rupa-Rupa, im Südosten an den Distrikt Luyando sowie im Osten an den Distrikt Daniel Alomía Robles.

## Ortschaften
Im Distrikt gibt es neben dem Hauptort folgende größere Ortschaften:
- Bejucal (310 Einwohner)
- Bella (480 Einwohner)
- Bella Alta (321 Einwohner)
- Cayumba (1000 Einwohner)
- Cueva de la Pavas (304 Einwohner)
- Honolulu (244 Einwohner)
- La Perla (296 Einwohner)
- Puente Prado (1381 Einwohner)
- Quesada (227 Einwohner)
- Tambillo Chico (214 Einwohner)
- Tambillo Grande (1133 Einwohner)
- Villa Rica